# Iosu Rada Martínez
Iosu Rada Martínez (Pamplona, 1953). Arquitecte d'interiors i dissenyador industrial i gràfic.
Cursa estudis d'arquitectura d'interiors a l'Escola d'Arts aplicades i Oficis artístics de Pamplona i de disseny industrial i gràfic a la Scuola Politecnica di Design de Milà. Entre el 1975 i el 1979 treballa amb Fermin Echauri i amb Norbert Linke a Milà. Posteriorment entra a treballar com a dissenyador a l'empresa Azcue y Cia de Azpeitia.
El 1983, formant equip amb Carlos Lalastra, obre estudi de disseny a Pamplona fins al 1992, any que crea DDT (Diseño, Desarrollos y Tacticas S.L) amb seus a Pamplona i Vitòria.
Finalment el 1998 crea IRD (Iosu Rada Design). Compagina la seva tasca professional amb la docència al Centro Navarro de Diseño i ha estat professor convidat al DZ Centro de diseño de Bilbao. També ha participat en nombroses taules rodones i jurats de premis de disseny i ha impartit conferències sobre aquest tema. El 1992 va ser nomenat auditor/consultor de disseny homologat per la Sociedad Estatal para el Desarrollo del Diserio Industrial (DDI). És membre fundador d'EIDE (Asociación de Diseriadores de Euskadi) i vicepresident d'ADPN (Asociación de Disehadores Profesionales de Navarra). Ha treballat en els camps del disseny gràfic i industrial per a empreses com Azcue, B.Lux, Fundación Museo Jorge Oteiza, Indelec, Mattel, etc.